# Skiritis
Skiritis nebo Sciritis (starořecky: ἡ Σκιρῖτις) byla drsná a neúrodná hornatá krajina na severu starověké Lakónie mezi řekou Evrotas na západě a řekou Oenus na východě. Rozprostírá se severně od nejvyššího hřebene hor, které tvořily přirozenou hranicí mezi Lakónií a Arkádií. Název (σκίρον, σκεῖρον, σκληρόν) měl pravděpodobně vyjádřit divokou a drsnou povahu této země. Na severu pak navazovalo území Meanalie a na západě území Parrhasie. Původně byla součástí Arkádie, ale v rané fázi si ji podmanil Lakedaimón. Svobodní občané, skiriti (starořečtina: Σκιρῖται), byli  Sparťany  podrobeni a získali status perioiků. Podle Xenofóna byli podrobeni Spartě ještě před dobou Lykurga. Stalo se tak kvůli strategickému významu pro Spartu – cesta na sever vede přes Skiritis. Jedinými městy v krajině byly podle všeho Scirus a Oeum, které Xenofón nazval Ium. To je jediné město v krajině, zmíněné v historických dobách. Scirus bylo možná totožné s městem Scirtonium (Σκιρτώνιον) v oblasti Aegytis.Jejich poloha není známa. Oeum nebo Oion (starořecky: Οἰόν nebo Οἶον), také známé jako Ium nebo Ion (Ἰόν), bylo ve starověké Lakónii hlavním městem krajiny Sciritis. Ovládalo průsmyk, kterým vedla silnice z Tegei do Sparty.
Podle Štěpána z Byzance („Stephanos von Byzanz“) byli Skiriti arkádského původu. V Xenofónově ústavě státu Lakedaimón měli významnou roli. Jako jediní mohli jít na bojišti před králem a vykonávat tam průzkumnou a strážní službu spartské armády. Podle Thukydida, který v knize V (67 a 68) popisuje strukturu spartské armády a bitvu u Mantinei, bojovali v počtu 600 muřů na ohroženém levém křídle falangy. V knize IV, Část 2 „Kyropädie“ (výchova Kýra „Erziehung des Kyros“) je Xenofón srovnává s hyrkánskou jízdou, kterou Asyřané nešetřili ani v nebezpečných situacích ani v obtížných podnicích. Podobně i Lakedaimóni nasazovali své Skirity. Při první invazi Thébanů do Lakónie kolem roku 368 před Kristem se Skiriti spolu s perioiky z Caryae a Sellasie proti Spartě vzbouřili, v důsledku čehož byla jejich země následně Lakedaimony zpustošena.